# Mangawhai Harbour
Mangawhai Harbour ist ein Naturhafen in der Region Northland auf der Nordinsel von Neuseeland.

## Geographie
Der Mangawhai Harbour befindet sich rund 46 km südsüdöstlich von Whangārei und rund 20 km nordnordöstlich von Wellsford an der Ostküste der Northland Peninsula. Der Naturhafen windet sich einer U-Form gleich um eine Landzunge, auf der sich der Ort Mangawhai Heads befindet und besitzt einen Seitenarm, der bei Mangawhai nach Südosten abgeht. In seiner längsten Ausdehnung misst der Naturhafen 9,1 km und kommt an seiner breitesten Stelle auf rund 940 m. Der Hafeneingang, der das Gewässer mit dem Jellicoe Channel des Pazifischen Ozean verbindet, ist lediglich 90 m breit und die Küstenlinie des Naturhafens bemisst mit alle seinen Windungen rund 30 km. Rund 400 m östlich des Hafeneingangs befindet sich ein 0,2 Hektar umfassender Felsen, der Sentinel Rock genannt wird.

## Beschreibung
Die Landzunge, die den Naturhafen vom Ozean trennt, besteht aus einer bis zu knapp 900 m breiten und rund 4 km langen Sanddüne, die den südlichen Teil des Hafeneingangs bildet. Zur nördlichen Seite erheben sich in ihrer Ausdehnung von 800 m mal 800 m mit Buschwerk bewachsene Hügel, die bis auf knapp über 100 m ansteigen. Der nun folgende Teil des unteren Mangawhai Harbour wird beidseitig von weißen Sandstränden flankiert, die Bade- und Wassersportmöglichkeiten bieten. Die beiden Arme des oberen Teils des Naturhafens sind in den Uferregionen mit Mangroven-Bäume und -Büsche bewachsen.